# Гуменюк Леонід
Леонід Гуменюк (21 серпня 1894, Старокостянтинів, Старокостянтинівський повіт, Волинська губернія — 8 серпня 1968, США) — український військовий діяч, лікар.

## Життєпис
Леонід Гуменюк народився 21 серпня 1894 року в м. Старокостянтинів Старокостянтинівського повіту Волинської губернії (тепер — місто Старокостянтинів у Хмельницькому районі Хмельницької області України). Закінчив Празький університет.
Учасник Першої світової війни. Воював у складі Армії УНР та УГА. Під час навчання у Празі був головою Медичної громади Університету. Від 1931 року займався приватною лікарняною практикою в Закарпатті: в м. Свалява та Мукачеве, був директором лічниці в м. Севлюш (нині Виноградів). 1939 — лікар у Карпатській Січі в м. Хуст (Закарпатська обл.). Далі працював лікарем у Німеччині, де очолював Українське націоналістичне об'єднання, був директором туберкульозного санаторію в Польщі, після евакуації знов повернувся в Німеччину.
1949 року емігрував до США, працював лікарем у м. Сейнт Пол та Кембридж (штат Міннесота).
Аргументував методи лікування ниркових захворювань.
Похований у містечку Бавнд Брук, штат Нью-Джерсі, США.